# Birnirk
Birnirk (ou Piġniq en inupiaq) est un ancien village eskimo devenu un site archéologique. Situé au niveau de la péninsule de Point Barrow (Alaska), il appartient au même complexe d'installations inuits que Nuvuk et Utqiaġvik. 
Des fouilles menées sur le site au début du 20e siècle ont permis d'établir l'existence d'une culture inuit spécifique : la culture de Birnirk.

## Étymologie
En inupiaq, Birnirk se nomme Piġniq. Ce terme désigne une « articulation » ou une « jointure ». Il s'agit d'une description de la position géographique du campement.

## Géographie
Le site de Birnirk se trouve à la base de la péninsule de Point Barrow (Alaska). Il est bordé à l'ouest par la mer des Tchouktches et à l'ouest par le lagon Elson. Des plages de galets séparent le site des eaux.
Birnirk est situé dans un complexe d'installations inuits dans cette région. Il était placé au milieu d'une ligne droite allant de Nuvuk (à l'extrémité de la péninsule) à Utqiaġvik.

## Description du site
Le site est constitué de 16 monticules.
Les fouilles ont permis de découvrir quelques tombes individuelles.

## Interprétation
L'organisation du site est complexe et n'est pas pleinement comprise par les archéologues. La localisation des tombes dans le contexte des habitats de l'époque n'est par exemple pas pleinement comprise. Deux hypothèses concurrentes et observées sur d'autres sites de la région sont possibles. Ainsi, les tombes pourraient avoir été mise en place dans des espaces avec des fonctions de rites funéraires dédiées (similaire au site de Nuvuk) ou bien intégrées aux habitations elles-mêmes (comme sur le site d'Utqiaġvik).